# Кпасам
Кпасам (также кпашам, бало, майя, ньисам, пассам; англ. kpasam, kpasham, ɓalo, maya, nyisam, passam) — адамава-убангийский язык, распространённый в восточных районах Нигерии, язык народа пассам. Входит в состав ветви леко-нимбари подсемьи адамава. Наиболее близок языку бали, возможно, кпасам и бали представляют собой два диалекта одного языка кпасам-бали.
Численность носителей — около 3000 человек. Язык бесписьменный.

## Классификация
Согласно классификациям, представленным в справочнике языков мира Ethnologue и в «Большой российской энциклопедии», язык кпасам (кпасам-бали) входит в подгруппу янданг вместе с языками бали, кугама, йенданг и йотти. Указанная подгруппа включается в состав группы мумуйе-янданг ветви леко-нимбари подсемьи адамава адамава-убангийской семьи.
В классификации Р. Бленча язык кпасам (кпашам) вместе с языком бали (майя) образуют в пределах подгруппы янданг (в терминологии Р. Бленча — йенданг) обособленный кластер. Помимо кпасам и бали в подгруппу янданг также включаются языки вака, теме, генгле и кумба (сате, йофо), которые традиционно рассматриваются как языки подгруппы мумуйе. Подгруппа янданг в классификации Р. Бленча является частью группы мумуйе-янданг (в терминологии Р. Бленча — мумуйе-йенданг) подсемьи адамава адамава-убангийской семьи.
В классификации, опубликованной в базе данных по языкам мира Glottolog, язык кпасам вместе с языками бали и йотти составляют кластер бали-кпасам, который в свою очередь вместе с кластером вака-йенданг-теме образует языковую подгруппу янданг. Эта подгруппа последовательно включается в следующие языковые объединения: языки мумуйе-янданг, центрально-адамавские языки, камерунско-убангийские языки и северные вольта-конголезские языки. Последние вместе с языками бенуэ-конго, кру, ква вольта-конго и другими образуют объединение вольта-конголезских языков.

## Лингвогеография

### Ареал и численность
Носители языка кпасам живут в селении Кпасам и его окрестностях. Это селение находится на востоке Нигерии к югу от реки Бенуэ, к северо-востоку от города Джалинго и к западу от города Йола на трассе Нуман — Джалинго. Согласно современному административно-территориальному делению Нигерии, селение Кпасам относится к району Нуман штата Адамава.
Область распространения языка кпасам на западе граничит с ареалом джукуноидного языка джиба, на северо-западе — с ареалом центральночадского языка бачама. С востока и юга к ареалу языка кпасам примыкают ареалы близкородственных адамава-убангийских языков: с востока — ареал языка бали, с юга — ареал языка вака, с юго-запада — ареал языка йенданг.
По данным, опубликованным в справочнике Ethnologue, численность говорящих на языке кпасам составляет около 3000 человек. По оценкам сайта Joshua Project численность носителей этого языка приближается к 28 000 человек (2017).

### Социолингвистические сведения
Согласно данным сайта Ethnologue, в отношении степени сохранности язык кпасам является так называемым стабильным языком, поскольку устойчиво используется в устном бытовом общении представителями этнической общности пассам всех поколений, включая детей. Часть представителей народа пассам помимо родного языка также владеет широко распространёнными на севере и на востоке Нигерии языками хауса и фула (в варианте нигерийский фульфульде), а также центральночадским языком бачама. Кпасам используется как язык обучения в начальных и в средней школе селения Кпасам. Представители народа пассам в основном придерживаются традиционных верований (65 %), значительная часть исповедует христианство (25 %), число мусульман среди пассам сравнительно невелико (10 %).